# Resnik (Bijelo Polje)
Pour les articles homonymes, voir Resnik.
Resnik (en serbe cyrillique: Ресник) est un village du nord du Monténégro, dans la municipalité de Bijelo Polje.

## Démographie

### Évolution historique de la population[1]
| 1948 | 1953 | 1961 | 1971  | 1981  | 1991  | 2003  |
| ---- | ---- | ---- | ----- | ----- | ----- | ----- |
| 534  | 577  | 709  | 1 023 | 1 624 | 2 726 | 2 739 |